# Strobilanthes pandurata
Strobilanthes pandurata är en akantusväxtart som beskrevs av Hand.-mazz.. Strobilanthes pandurata ingår i släktet Strobilanthes och familjen akantusväxter. Inga underarter finns listade i Catalogue of Life.